# Casshern Sins
Casshern Sins (キャシャーン Sins Kyashān Sins?) es un remake de la clásica serie de anime Neo-Human Casshern, producida por  Tatsunoko Productions y animada por Madhouse, que comenzó en Japón el 1 de octubre de 2008.
La serie ha sido realizada descartando completamente la continuidad presentada en la serie original de Casshan, en la cual Casshern era un humano transformado en un Superhéroe cibernético que luchaba contra las malvadas fuerzas robóticas de Braiking Boss en un mundo posapocalíptico. En lugar de ello, en Casshern Sins, Casshern es presentado como un cyborg amnésico que de pronto se descubre a sí mismo en una Tierra futurista donde la muerte y la corrosión están acabando con los pocos supervivientes, entre quienes su nombre ha pasado a la posteridad como el infame asesino que sumió al mundo en la ruina al asesinar al salvador de la humanidad.
La adaptación de esta serie al manga fue serializada por la Monthly Comic Rush Magazine de Jive.

## Historia
Narra la historia de un mundo donde los robots subyugaron a la humanidad luego de convertirse en seres que piensan por sí mismos. Su líder, Braiking Boss, gobernó todo el mundo con un puño de hierro. Un día, una misteriosa chica llamada Luna fue invocada por el pueblo, para que brinde la salvación a la humanidad. Temiendo a la joven por ser una potencial amenaza, Braiking Boss envía a sus tres guerreros cyborg más poderosos contra Luna: Casshern, Dio y Leda. Casshern, el guerrero más fuerte, consigue localizar y matar a Luna, sin embargo, esto provoca un cataclismo que, eventualmente, desatará el fin del mundo.
Cientos de años después, la atmósfera de la Tierra está envenenada, poseída por los robots y debido a la incapacidad de la mayoría de los seres humanos para reproducirse, así como la constante amenaza planteada por los robots, la humanidad está al borde de la extinción.
Los robots, entretanto, temen a la muerte tanto como los humanos: el ambiente venenoso causa que sus cuerpos mecánicos se corroan y deterioren con rapidez, forzándolos a reparar sus partes dañadas constantemente, pero dichas piezas ya no se pueden encontrar en buenas condiciones por lo que los robots más fuertes o diseñados para la batalla se dedican a cazar y destruir a los más débiles para usar sus partes como refacciones.
En esta situación, Casshern, que había desaparecido luego del asesinato de Luna, regresa con una personalidad noble y humilde, sin recuerdos acerca de quién es o qué ha hecho. Así, embarcándose en un viaje para averiguar la verdad sobre sí mismo, descubrirá su verdadero propósito y destino.

## Personajes

### Personajes principales
Casshern (キャシャーン Kyashān?)Seiyū: Tohru Furuya.
El protagonista de la serie. En esta tardía encarnación, él era originalmente un subordinado de Braiking Boss y el guerrero más fuerte e inmisericorde de su ejército de robots; con un avanzado cuerpo cibernético y reflejos rápidos, puede destruir a cualquier oponente que se le interponga. Braiking Boss ordenó a Casshern asesinar a Luna, sin embargo, esto desencadenó un cataclismo y Casshern desapareció.
Regresó cientos de años después sin recuerdos de quién era y con una personalidad amable y noble, de alguna manera desconocida adquirió la habilidad de regenerar su cuerpo de forma dolorosa luego de una lesión lo que lo convierte en un ser virtualmente inmortal; sin embargo cuando es sometido a situaciones violentas o estresantes enloquece y entra en estados de frenesí homicida donde no reconoce aliados o enemigos.
Mientras viaja para descubrir lo ocurrido, y para redimirse, Casshern encuentra personas que han sido afectadas por el cataclismo, como también varias otras que intentan asesinarlo, bajo la creencia de que devorándolo podrán salvarse de la ruina; sin embargo indiferente al hecho de si lo odian o simpatizan con él, Casshern está dispuesto a ayudarlos a encontrar la paz aun a costa de su vida.
Lyuze (リューズ Ryūzu?)Seiyū: Nami Miyahara.
Un robot femenino que persigue a Casshern buscando reivindicar a su hermana con la convicción de que Casshern es una calamidad. Luego del cataclismo, su hermana Liza fue lastimada por Casshern cuando trataba de proteger a Luna, y eventualmente murió debido a la corrosión sin poder liberarse del remordimiento de no haber podido proteger a la salvadora del mundo. Por ello Luyze se ha preparado desde la muerte de su hermana para enfrentar y destruir a Casshern.
Sin embargo, Lyuze comienza a dudar cuando Casshern voluntariamente le permite acabar con él, y ella es incapaz de hacerlo antes de que enloquezca. Así, comienza a acompañar a Casshern en su travesía y es testigo como sin dudarlo el joven protege a los desvalidos o se muestra dispuesto a sacrificarse a sí mismo y poco a poco comienza a despertar sentimientos hacia él y a verlo a él, Ohji, Ringo y Friender como una familia.
Ringo (リンゴ?)Seiyū: Yūko Minaguchi.
Una pequeña niña que simpatiza con Casshern y que mantiene su inocencia a pesar de estar creciendo en un mundo destruido. Aunque presencia cómo Casshern acaba sin piedad con un robot para salvarla, continúa confiando en él. Cuidada por Ohji, se encuentran regularmente con Casshern y aprecian sus esfuerzos por salvar el mundo. A medida que avanza la historia se siembra la duda sobre si su naturaleza es humana o cibernética, aunque la verdad sobre esto parece conocerla solo Ohji.
Ohji (オージ Ōji?)Seiyū: Yūichi Nagashima.
Un técnico robot que gasta su tiempo manteniendo a otros robots, y es el guardián de Ringo. Trabajando originalmente como un científico de Braiking Boss, creó a Casshern, Dio, y Leda. Culpándose por sus propias creaciones, intenta suicidarse, pero encuentra a Ringo cuando era una bebé recién nacida dentro del cuerpo de un robot muerto, por lo que continúa viviendo para ella. Luego de encontrar a Casshern, lo sigue y observa a menudo.
Friender (フレンダー Furendā?)
Un perro cibernético que vivía con una comunidad de robots que aseguraban haber aceptado pacíficamente la idea de morir; sin embargo la mayoría de ellos al descubrir que el joven cyborg blanco era Casshern dejan de lado su aparente resignación y compañerismo e intentan asesinarlo para obtener la supuesta inmortalidad que se le otorgará a quien lo devore, sin embargo solo logran que este entre en un frenesí homicida donde los masacra. Luego que Casshern destruya la comunidad, Friender lo sigue cautelosamente en un comienzo para vengar la muerte de sus amigos, sin embargo tras conocerlo mejor comienza a confiar en él y a partir de ese momento lo acompaña en sus viajes interviniendo para detener a Casshern cuando enloquece.
El origen de Friender es un misterio que jamás es aclarado en la historia, pero no demuestra rastro alguno de deterioro ya que este no lo afecta; cuando en una ocasión fuese revisado por otro cyborg, este descubriría que se trataba de un diseño personalizado, pero que fue creado con tal dedicación que aun los tornillos más ordinarios en él fueron creados a mano para usarlos en su ensamblaje, lo que le llevó a teorizar que de alguna manera el amor y dedicación de su creador lo protege de la corrosión.

### Personajes secundarios
Luna (ルナ Runa?)Seiyū: Akiko Yajima.
Una chica misteriosa que ha sido invocada por la raza humana para lograr la salvación. Luna era conocida como "el Sol que lleva el nombre de la Luna", y se le ha denominado como la "fuente de la vida". Considerándola una amenaza, Braiking Boss envía a Casshern, Dio, y Leda para asesinarla. Casshern lo logra exitosamente, y desata la destrucción del mundo. Hay algunas pistas que indican que Luna, de alguna manera, continúa con vida, y varios humanos y robots han comenzado a buscarla, esperando la salvación. Casshern la busca encontrar la razón por la cual el mundo está así, y la razón de su aparente inmortalidad.
Tras encontrar a Luna descubren que se ha convertido, o realmente es, en una persona diferente a como todos los relatos decían, es una niña autoritaria y caprichosa que desprecia a todo aquellos que a sus ojos son imperfectos, ha desarrollado un odio hacia el óxido y la sangre por lo que incluso en ocasiones hace que asesinen a sus fieles si su aspecto no es de su agrado y como parte de la doctrina que enseña a sus seguidores exige que ellos también desprecien a los moribundos y corroídos.
Braiking Boss (ブライキング・ボス Buraikingu Bosu?)Seiyū: Kenji Utsumi.
Braiking Boss era el líder y comandante de un ejército de robots. Habiendo dominado a la humanidad por años, Luna fue invocada para detenerlo. Como el ser que ordenó el asesinato de Luna, él es la verdadera razón de la destrucción del mundo. Esparciendo los rumores acerca de los efectos que trae el devorar a Casshern, Braiking Boss lo sigue de lejos y vigila sus acciones disfrazado de pordiosero.
A lo largo de la serie hace comentarios que insinúan una naturaleza que no es completamente maligna. Finalmente cuando Casshern decide detener a Luna, Braiking Boss lo enfrenta, pero revela que su intención no es derrotarlo sino morir en manos del joven como una forma de purgar sus pecados que llevaron al mundo a este estado, por ello pide a Casshern tras su combate que detenga a Luna, que es el símbolo de sus errores.
Dio (ディオ?)Seiyū: Toshiyuki Morikawa.
Es un robot construido de forma idéntica a Casshern. Él, junto con Casshern y Leda, fueron enviados para matar a Luna, pero Dio no pudo encontrarla antes que Casshern. Intenta detener la ruina develando el secreto de Casshern para dominar al mundo, tomando así el lugar de Braiking Boss, y como tal, trata de organizar un ejército de robots. Siente animadversión hacia Casshern, ya que ambos fueron creados bajo las mismas especificaciones técnicas, pero Casshern lo superó levemente en la búsqueda de Luna, y ahora parece ser inmortal. Aun así se niega a ser curado por Luna o adquirir la inmortalidad ya que su deseo es probar que puede superar a Casshern por sí mismo.
Leda (レダ Reda?)Seiyū: Mami Koyama.
Un modelo femenino creada junto con Casshern y Dio, que asiste a Dio en el restablecimiento del ejército de robots, y demuestra sentir algo por él. Inicialmente fue creada por Ohji como un cyborg hembra experimental que debería haber podido reproducirse con Casshern o Dio, sin embargo, resultó ser estéril y Braiking Boss la señaló como una falla e hizo que fuera reasignada como un guerrero, lo cual la trastocó emocionalmente.
Interviene y ayuda a Dio a retirarse cuando este comienza a superar sus propios límites y a poner en peligro su bienestar, sin embargo, a medida que avanza la historia queda claro que su verdadera intención es ser el verdadero líder manipulando a Dio a pesar de que lo ama.
Otro objetivo es encontrar a Luna o a quienes le otorgaron su poder para obtener la inmortalidad ya que asegura que su belleza debe ser preservada como un tesoro ya que asegura nada en el mundo se compara a su aspecto por lo que debe ser protegido.
Dune (ドゥーン Dūn?)Seiyū: Yuto Nakano.
Un robot gravemente deteriorado. Es un poderoso robot que fue designado como el guardaespaldas oficial de Luna, y le llamaron el "Dios de la Muerte" en esos tiempos. Incapaz de detener a Casshern cuando Luna fue asesinada, se mueve exclusivamente para encontrarla y vengarse de Casshern, a pesar de estar gravemente debilitado.

## Adaptaciones

### Anime
Casshern Sins fue anunciado por primera vez en la Tokyo International Anime Fair de 2008, donde se dijo que Madhouse estaría a cargo de la animación. Poco después, se subió el tráiler oficial a la página web japonesa.
El programa se transmitió desde el 1 de octubre de 2008 hasta el 15 de marzo de 2009 en Japón por las cadenas Chiba TV, TV Aichi, MBS, TV Kanagawa y TV Saitama, dando un total de 24 episodios. Casshern Sins también estuvo al aire en Singapur, Estados Unidos, Puerto Rico (Univision) y México (Galavisión). El opening de esta serie es Aoi Hana (青い花?  lit. flor azul), interpretado por Color Bottle y el ending es Reason, por K∧N∧, desde los episodios 1 hasta el 13, luego le siguen Aoi Kage (「蒼い影」?  lit. sombra azul), por Otoyakichiemon'Ju, en el episodio 13, Hikari to Kage (「光と影」?  lit. sombra y luz), por Shinji Kuno del 14 hasta el 23 y A Path, por Nami Miyahara en el episodio 24.

### Manga
La adaptación al manga fue anunciada el 26 de septiembre del 2008 por la Monthly Comic Rush Magazine de Jive y comenzó a ser publicado el 25 de octubre de 2008 hasta el 26 de julio de 2009.